# Virginia Slims of Central New York 1971
Il Virginia Slims of Central New York 1971 è stato un torneo di tennis giocato sul sintetico indoor. È stata la 1ª edizione del torneo, che fa parte del Virginia Slims Circuit 1971. Si è giocato a Monticello, New York negli USA dal 24 al 26 marzo 1971.

## Campionesse

### Singolare
Rosie Casals ha battuto in finale  Billie Jean King con il punteggio di 6–4, 6–4

### Doppio
- Doppio non disputato